# Tótems Nisga'a y Haida del Museo Real de Ontario
Las esculturas Tótems Nisga'a and Haida del Museo Real de Ontario son una colección de cuatro grandes postes de tótems, tallados a mano en cedro rojo por los pueblos Nisga’a y Haida de la costa de la Columbia Británica. Los tótems son conocidos como: Tres Personas a lo largo (Nisga'a); el Poste de Sag̱aw̓een (Nisga'a); el Poste sacudido de Kw’ax̱suu (Nisga'a); Casa 16: Poste de la Casa resistente (Haida). Cada uno de ellos cuenta una historia familiar, siendo que las figuras talladas conmemoran esos cuentos que describen los orígenes, los logros y las experiencias familiares. De forma típica, estos postes son ubicados delante de las casas de sus dueños a lo largo de la playa.
Los tótems Nisga'a fueron adquiridos por C.M. Barbeau, y el Museo Real de Ontario (ROM) los recibió en los primeros años de la década de 1920. Sin embargo, debido al gran tamaño de los mismos, no pudieron ser exhibidos hasta la expansión del museo en 1933.
Particularmente, el más grande de los cuatro tótems, el Poste de Sag̱aw̓een, tiene más de 24,5 m. y es el poste conocido más alto del siglo XIX. Los tótems pueden encontrarse en el ROM, justo fuera de la Galería de Canadá Daphne Cockwell: Primeros Pobladores, donde la escalinata central del museo serpentea alrededor de ellos. Estos tótems son parte de los Tesoros (Objetos icónicos) del Museo Real de Ontario que "deben verse".

## Tres Personas a lo largo(Nisga'a)
Tres Personas a lo largo es un poste memorial que fue tallado por Axts'ip, un integrante del clan Fireweed, para homenajear al jefe Ksim Xsaan de la tribu Raven. Aunque técnicamente es un tótem sin nombre, es usualmente mencionado como Tres Personas a lo largo en referencia a la posición vertical de las tres figuras humanas talladas en él. Este tótem fue erigido en 1860 y está tallado en cedro. Originalmente estuvo en el pueblo de los Gitlaxdamiks, sobre el río Nass en la Columbia Británica. Fue derribado en 1918 y más tarde vendido al ROM. Tiene 10 m de altura.
Las figuras en el poste (de arriba hacia abajo) son:
1. Persona Lagartija
2. Persona Lagartija
3. Persona sosteniendo una Rana voladora

Las figuras representan criaturas que vivieron en un lago poco profundo que estaba ubicado al este del actual pueblo de los Gitwinksihlkw. El lago estuvo cubierto por lava de una erupción volcánica ocurrida en el siglo XVIII y ya no existe. En el lugar en el que, alguna vez, existió el lago, hoy se encuentra el Nisga'a Memorial Lava Bed Provincial Park.
Particularmente, Tres Personas a lo largo es uno de sólo tres tótems completos que fueron perservados de los 24 del pueblo de Gitlaxt’aamiks; el resto fue destruido (de acuerdo a los reportes) a comienzos del siglo XX.

## Poste de Sag̱aw̓een(Nisga'a)
El Poste de Sag̱aw̓een fue tallado por Oyee para conmemorar al jefe Sag̱aw̓een de la tribu Eagle (Águila) (clan Gitlaxluuks). De unos 24,69 m de altura, éste es el poste tallado más alto del río Nass. Se encontraba en el pueblo de Gitiks junto a otros dos postes Eagle: primero, el Poste Eagle's Nest (Nido del Águila), y más tarde en 1885, se le agregó el Poste Halibut de Laay.

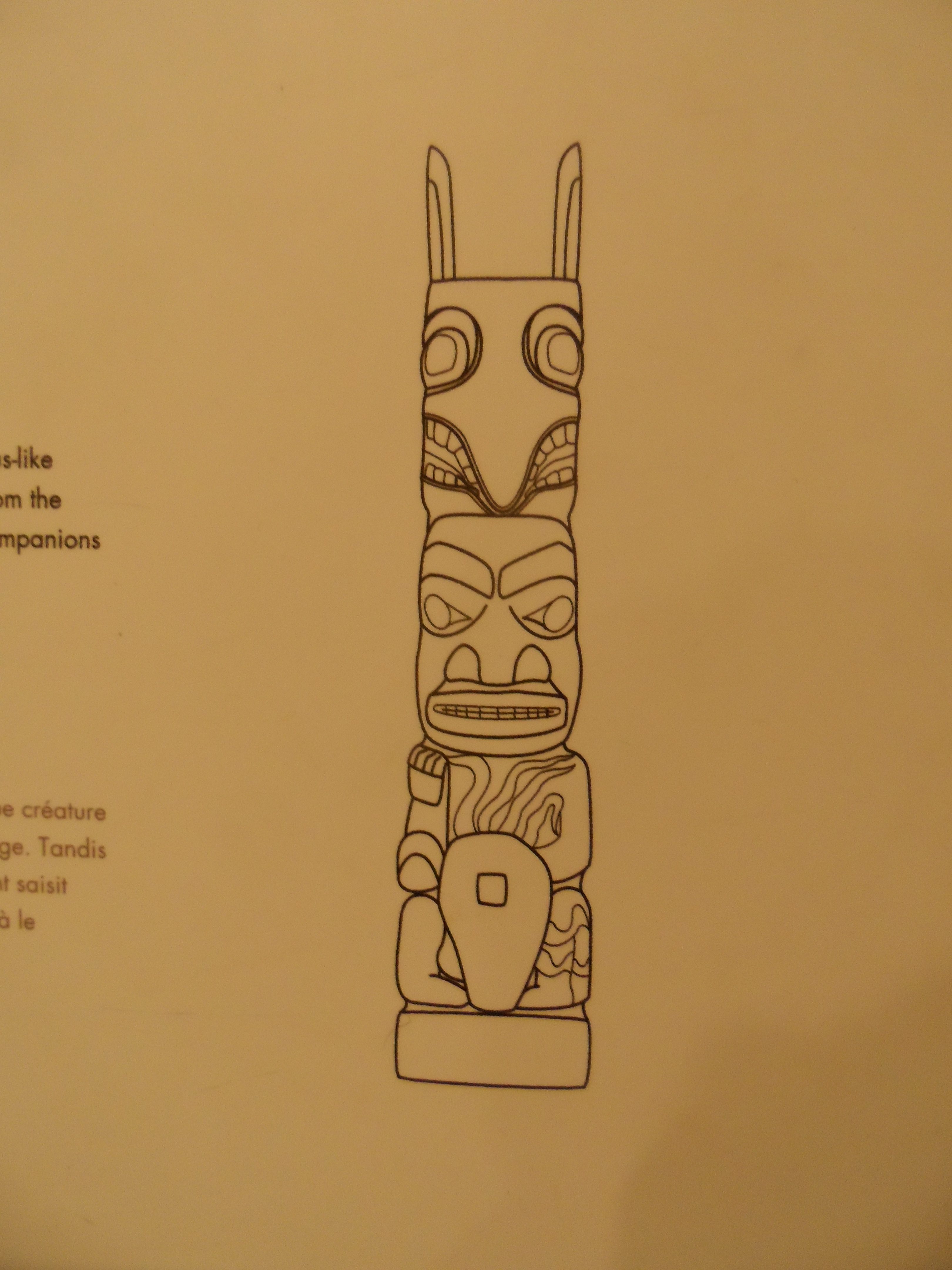
Poste de "Sag̱aw̓een", parte inferior: "Aitl y el Pez demonio"

Las figuras del poste (mencionadas de arriba abajo) son:
1. Águila (tallado independiente)
2. Hombre debajo
3. Tiburón
4. Hombre de madera llamado Uwait
5. Libélula
6. Cabeza de toro
7. Hombre llamado Aitl
8. Hombre llamado Gunas
9. Águila
10. Halibut
11. Tío de Gunas
12. Cormorán (tallado independiente)
13. Aitl y el Pez demonio

## Poste sacudido de Kw’ax̱suu(Nisga'a)
El Poste sacudido fue el quinto de una serie que se encontraba en la playa junto al río Nass, justo luego de Ank'idaa. El nombre Poste sacudido se originó en la idea de que osos grizzly lo sacudirían mientras lo treparan. Este poste fue creado por dos talladores: Oyee y Yarogwanows. La altura del poste es de unos 14 m., fue erigido en la década de 1840 y conmemora a la jefa Kw'axsuu del clan Gitlaxgwanks.
Las figuras del poste (mencionadas de arriba abajo) son:
1. Príncipe de los Grizzlies
2. Madre Osa
3. Medio hombre u (Hombre colgado hacia abajo)
4. Grizzly atrapado
5. Alcedino (también conocido como Persona sumergida)
6. Corriendo hacia atrás (más tarde retirado)[8][9]

Lo que es inusual acerca de este tótem es que porta las figuras de dos diferentes tribus: Lobo y Cuervo. Las cuatro figuras más altas del poste (Príncipe de los Grizzlies, Madre Osa, Hombre colgado hacia abajo y Gizzly atrapado) son de la tribu Lobo y las dos de abajo (Alcedino y Corriendo hacia atrás) son de la tribu Cuervo. Las dos tribus son representadas por requerimiento del dueño del poste, jefe Kw'axsuu, que quería que ambas tribus, la de su madre (la tribu Lobo) y la de su padre (tribu Cuervo), fueran incluidas en este poste conmemorativo.

## Casa 16: Poste de la Casa Resistente(Haida)
El tótem Haida está tallado de una pieza de cedro que está ahuecado en su parte posterior. La fecha de su realización está cerca de 1910. Existen tres figuras principales exhibidas en el poste: un castor sentado, una orca que ha perdido su aleta dorsal y un oso sentado.
Las figuras del poste (mencionadas de arriba abajo) son:
1. Búho real (tallado independiente)
2. Tres vigías
3. Águila
4. Cormorán
5. Orca
6. Castor

El tótem original tenía un búho real tallado separado en su tope que ha desaparecido. Este memorial dedicado a Prince capsized himself fue erigido por su hermano, Nespalas, quien quería su misma posición en el clan.
Fue obtenido por Charles F. Newcombe para el ROM en 1923.